# جیمز دبلیو براون
جیمز دبلیو براون دوم (انگلیسی: James W. Brown II; ۱۴ ژوئیهٔ ۱۸۴۴ – ۲۳ اکتبر ۱۹۰۹) سیاست‌مدار اهل ایالات متحده آمریکا بود.
وی عضو جمهوریخواه مجلس نمایندگان ایالات متحده از پنسیلوانیا بود.

## زندگی
او در پیتسبرگ پنسیلوانیا متولد شد. او در صنعت آهن و فولاد مشغول به کار بود و به عنوان معاون رئیس شرکت فولاد کربن مشغول به کار بود. او همچنین در بانکداری مشغول به فعالیت بود.
جیمز براون دوم عضو باشگاه ماهیگیری و شکار South Fork بود که سد خاکی آن در ماه مه سال ۱۸۸۹ شکست و باعث سیل جانزتاون شد. براون در زمان سیل جانزتاون، دبیر و خزانه دار شرکت‌های حسی، هوی و شرکت فولاد آ.د. بود.